# ¡Ay, Carmela!
¡Ay, Carmela! és una pel·lícula espanyola dirigida per Carlos Saura i producida per Andrés Vicente Gómez. Va guanyar el guardó de Millor Pel·lícula de la V edició dels Premis Goya. La pel·lícula està basada en l'obra teatral homònima de José Sanchis Sinisterra. El títol del film fa referència a una cançó molt popular durant la Guerra Civil espanyola.

## Argument
Carmela (valenta i espontània), Paulino (pragmàtic i covard) i Gustavete (mut) son uns trobadors que es guanyen la vida fent espectacles per l'oci del bàndol republicà durant la Guerra Civil espanyola. Per error van a parar a la zona nacional i els arresten. Allà s'adonaran que l'única manera de salvar les seves vides serà oferint un espectacle per a un grup de militars nacionals que xoca de ple amb la seva pròpia ideologia.

## Premis i nominacions
V edició dels Premis Goya
| Categoria                        | Persona                            | Resultat   |
| -------------------------------- | ---------------------------------- | ---------- |
| Millor pel·lícula                | Millor pel·lícula                  | Guanyadora |
| Millor director                  | Carlos Saura                       | Guanyador  |
| Millor actriu protagonista       | Carmen Maura                       | Guanyadora |
| Millor actor protagonista        | Andrés Pajares                     | Guanyador  |
| Millor actor secundari           | Gabino Diego                       | Guanyador  |
| Millor guió adaptat              | Carlos Saura Rafael Azcona         | Guanyadors |
| Millor música original           | Alejandro Massó                    | Candidat   |
| Millor fotografia                | José Luis Alcaine                  | Candidat   |
| Millor muntatge                  | Pablo del Amo                      | Guanyador  |
| Millor direcció artística        | Rafael Palmero                     | Guanyador  |
| Millor direcció de producció     | Víctor Albarrán                    | Guanyador  |
| Millor disseny de vestuari       | Rafael Palmero Mercedes Sánchez    | Guanyadors |
| Millor maquillatge i perruqueria | José Antonio Sánchez Paquita Núñez | Guanyadors |
| Millor so                        | Gilles Ortion Alfonso Pino         | Guanyadors |
| Millor efectes especials         | Reyes Abades                       | Guanyadora |

## Comentaris
Fou rodada a Boadilla del Monte (Madrid), El Cubillo de Uceda (Guadalajara), Madrid i Talamanca del Jarama (Madrid).